# تيبي لاندري
تيبي لاندري (9 أبريل 1951 في البرتغال - 28 ديسمبر 2021) هو لاعب كرة قدم برتغالي في مركز حراسة المرمى. شارك مع منتخب البرتغال لكرة القدم. أما مع النوادي، فقد لعب مع نادي بورتو ونادي فارزيم ونادي ليتشويس ونادي فاماليساو ونادي مايا ‏ ونادي إيسبينهو وديبورتيفو أجويدا ‏.

## وصلات خارجية
- تيبي لاندري على موقع ناشيونال فوتبول تيمز (الإنجليزية)